# Dhoti

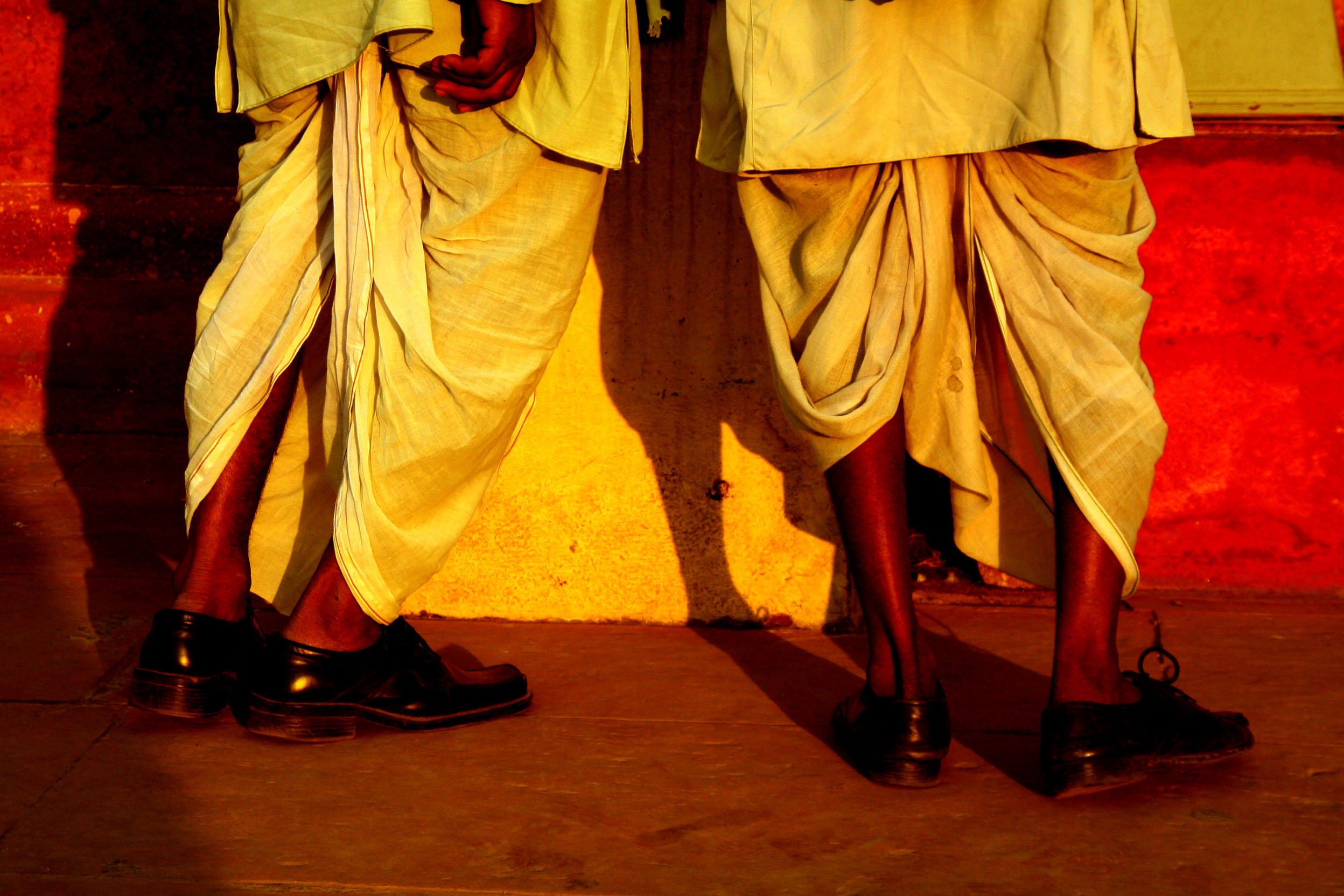
Dos hombres con dhoti en Delhi.

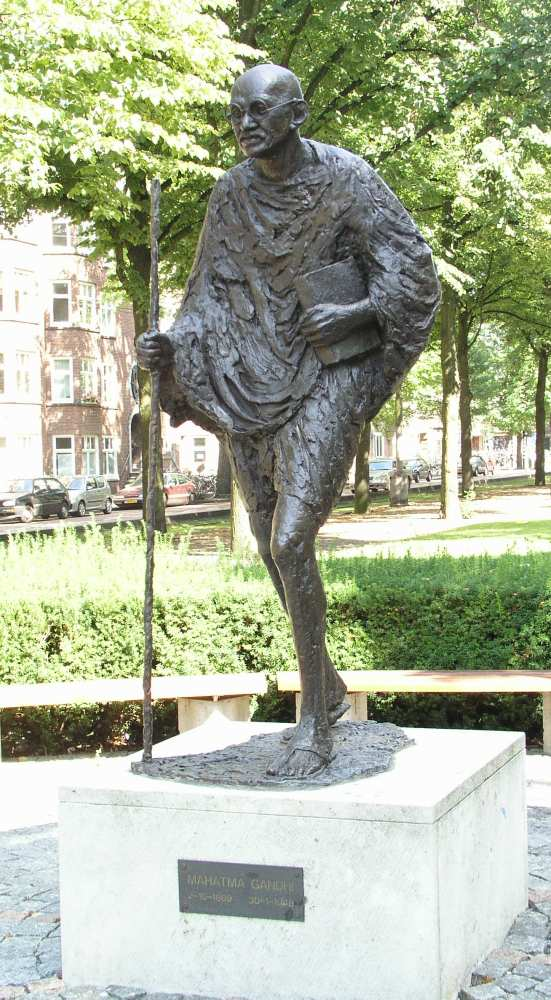
Estatua de Gandhi en Ámsterdam, en la que se le representa vestido con el tradicional dhoti.

El dhoti es la prenda de ropa típica para los hombres en India. Tradicional en Bengala y en la cultura del valle del Ganges, esta vestimenta se ha extendido por parte de la India. Consiste en una pieza rectangular de algodón que puede llegar a medir 5 metros de largo por 1,20 de ancho. Generalmente de color blanco o crema, se enrolla alrededor de la cintura y se une pasándolo por el medio de las piernas, fijándose finalmente en la cintura. Se forma así unos pantalones ligeros ideales para el clima cálido del subcontinente.

## Usos
En la India del norte se lleva combinada con un kurta. La cultura occidental asocia muchas veces el dhoti con la imagen de Mohandas Gandhi quien, a partir de una cierta edad, eligió prescindir de las vestimentas occidentales, marca del colonialismo, que cambió por esta vestimenta tradicional de la India.
El dhoti tiene el estatus de vestido formal en la mayor parte de la India, aunque cada vez es menos popular entre los hombres, sobre todo en las principales metrópolis, al contrario que el sari que sigue siendo el traje preferido de las mujeres.
En la India del sur el uso del dhoti está también muy extendido. En el estado de Tamil Nadu se le conoce como veshi y simplemente se enrolla en la cintura. Esta forma de vestir el dhoti también es la habitual en Kerala y Karnataka. Algunos políticos del sur utilizan el dhoti de forma habitual para mostrar así su cercanía con el pueblo. 
La mayor parte de los religiosos hindúes usan dhoti como parte de su doctrina para la adoración o simplemente como vestimenta tradicional Vaishnava, también en el Movimiento Hare Krishna, todos los devotos usan dhoti, el color puede ser blanco para los devotos neófitos o principiantes, blanco también para los devotos casados, dhotis verdes para los niños de edad escolar que asisten a la Escuela llamada Gurukula y finalmente anaranjado cuando son devotos en la orden de celibato.